# ヘルキノリン
ヘルキノリン（英: herkinorin）は、サルビノリンAのアナログであるオピオイド鎮痛剤である。2005年、ネオクレロダンジテルペン類の構造活性相関の研究から発見された。
μ-オピオイド受容体に対するアフィニティーをほとんど持たずκ-オピオイド受容体の選択的アゴニストであるサルビノリンAとは異なり、ヘルキノリンはサルビノリンAと比較してμ-オピオイド受容体に対するアフィニティーは100倍高く、κ-オピオイド受容体に対するアフィニティーは50倍低い。ヘルキノリンは、サルビノリンBから合成される半合成化合物であり、サルビノリンBはサルビノリンAの脱アセチル化によって最も簡便に合成される。サルビノリンAとサルビノリンBはどちらもサルビア・ディビノラムに含まれるが、サルビノリンAの方が存在量は多い。
霊長類を対象とした研究では、μ-オピオイド受容体とκ-オピオイド受容体の双方に対して末梢で活性を有するアゴニストとして作用し、作用の発現は早いことが示されている。この研究では霊長類における中枢での活性の証拠は見つからず、ヘルキノリンの作用の少なくとも一部は末梢での結合によるものであることが示されている。ほとんどのμ-オピオイドアゴニストとは異なり、ヘルキノリンはμ-オピオイド受容体の細胞内ドメインへのβ-アレスチン2のリクルートを促進したり、受容体のインターナリゼーションを誘導したりすることはない。このことは、ヘルキノリンが他のオピオイドと同じ機構による耐性や依存性を引き起こさない可能性があることを意味している。ただし、他の機構による耐性の発現が観察されており、ヘルキノリン関連アナログの中にはβ-アレスチンをリクルートするものもある。